# Herbert Trebesch
Herbert Trebesch (* 9. November 1915 in Hamburg; † 6. Juli 2007 in Bad Zwischenahn) war ein deutscher Vizeadmiral.

## Werdegang
Nach Tätigkeit im konsularischen Dienst der Bundesrepublik trat er 1957 in die Bundesmarine ein. Von 1960 bis 1963 war er deutscher Militärattaché in Rom, von 1968 bis 1971 Militärattaché in Washington. Ab 1975 war er Deutscher Militärischer Vertreter im Militärausschuss der NATO und von 1978 bis 1984 Geschäftsführender stellvertretender Präsident der Deutschen Gesellschaft für Auswärtige Politik.

## Ehrungen
- 1969: Verdienstkreuz 1. Klasse der Bundesrepublik Deutschland
- 1974: Großes Verdienstkreuz der Bundesrepublik Deutschland
- 1978: Großes Verdienstkreuz mit Stern der Bundesrepublik Deutschland